# Vuurpijl

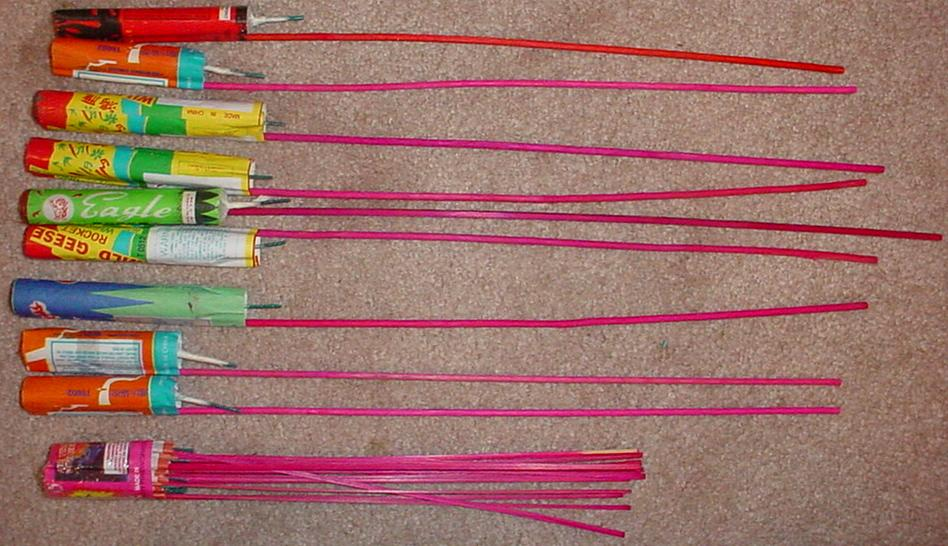
Vuurpijlen

Een vuurpijl is een kleine raket met vastebrandstofmotor, aangedreven door de verbranding van een sas, wat hete gassen onder hoge druk oplevert die door een vernauwde uitstroomopening de verbrandingskamer met hoge snelheid naar achteren verlaten, daarbij de vuurpijl voortstuwend. Het klassieke aandrijfmiddel voor vuurpijlen is zwart buskruit. De vuurpijl gaat de lucht in door de derde wet van Newton: actie ↔ reactie (de actie is de stuwing van het ontbrandende buskruit. De reactie is de versnelling van de vuurpijl).
Vuurpijlen waren een van de vroegste toepassingen van buskruit, en werden reeds zeer lang geleden (300 jaar v.Chr.) door de Chinezen gebruikt. Vanaf de 11e eeuw waren er ook militaire toepassingen. Omdat de druk op het omhulsel bij een vuurpijl lager is dan bij een kanon of ander vuurwapen gaat de toepassing van vuurpijlen vooraf aan die van de vuurwapens, waarvoor een hogere ontwikkeling van de metallurgie noodzakelijk is. In het westen maakte men voor het eerst kennis met vuurpijlen in 1453 toen ze door het Ottomaanse leger werden gebruikt bij het beleg van Constantinopel. Nog tot enige eeuwen daarna waren ze in het westen niet meer dan een curiositeit.
De vuurpijl dient typisch als transportmiddel: van een explosieve lading in de strijd, van een vuurwerklading met visuele effecten en/of knallen als vuurwerk, van een dunne lijn bij het overschieten van reddingsmiddelen naar in nood verkerende schepen.

## Constructie
Essentiële onderdelen zijn:
- een nuttige lading (het getransporteerde object)
- een aandrijflading (vaak buskruit)
- een omhulsel,
- een straalpijp, (of: nozzle)
- een stabilisator die zorgt dat de vuurpijl bij het vliegen op koers blijft.

De aandrijflading bestaat meestal uit zwart buskruit met wat meer houtskool in de samenstelling dan kruit dat echt moet exploderen. Dit is stevig aangestampt of wordt in vloeibare vorm (verkregen door kruit met een bindende oplossing zoals gom te mengen) in de pijl gegoten. Het beoogde resultaat (eventueel na droging) is dat het vlamfront zich gelijkmatig door de aandrijflading voortplant. Een te los gepakte aandrijflading kan makkelijk exploderen. De aandrijflading moet gedurende de aandrijftijd een gedoseerde en gelijkmatige gasontwikkeling mogelijk maken. Het oppervlak van het vlamfront tijdens de verbrandingsfase kan worden beïnvloed door een kernvorm in de aandrijflading uit te sparen, bijvoorbeeld een kegel, een cilinder of een stervormige holte.
Het omhulsel moet zo licht mogelijk zijn om de pijl zo ver mogelijk te laten vliegen, maar anderzijds sterk genoeg om de druk van de bij de verbranding ontstaande gassen te weerstaan. Het vormt dus altijd een compromis.
De straalpijp werkt efficiënter als de gassen door een nauwe opening stromen, zodat de druk in de vuurpijl hoog is en de uitstroomsnelheid hoog. Hiervoor moet echter het omhulsel ook weer sterker en zwaarder worden. Ook zijn complexe, maar efficiëntere straalpijpvormen (conisch, of klokvormig) weer duurder dan een eenvoudig gat in een plaatje stevig materiaal.
De stabilisator is bij veel vuurpijlen niet meer dan een stok die het zwaartepunt van de pijl achter het aangrijpingspunt van de stuwkracht plaatst en door zijn massa de neiging tot zijdelingse afwijkingen dempt, maar de vuurpijl kan ook worden voorzien van vinnen die eventueel ook een roterende beweging kunnen veroorzaken. Als de pijl eenmaal draait heeft hij door het gyroscoop-effect minder neiging uit de koers te raken, en zal een eventuele systematische afwijking door ongelijkmatige verbranding in de verbrandingskamer ook niet steeds dezelfde kant op werken. Rotatie kan ook worden bereikt door de vorm van de straalpijp te veranderen of door nevenstraalpijpjes aan te brengen die een rotatiekracht uitoefenen.